# Вале Агрикола
Ва̀ле Агрѝкола (на италиански: Valle Agricola) е село и община в Южна Италия, провинция Казерта, регион Кампания. Разположено е на 691 m надморска височина. Населението на общината е 989 души (към 2010 г.).